# Ingrid van Houten-Groeneveld
Ingrid van Houten-Groeneveld (Berlín, 21 de octubre de 1921 - Oegstgeest, 30 de marzo de 2015), nombre de nacimiento: Ingrid Groeneveld fue una astrónoma neerlandesa.
Se casó con su compañero de trabajo, el astrónomo Cornelis Johannes van Houten (1920-2002), convirtiéndose en Ingrid van Houten-Groeneveld. Juntos se interesaron por los asteroides. Tuvieron un hijo, Karel.
Ambos formaron un grupo con Tom Gehrels y Bernhard Schmidt. Juntos descubrieron miles de asteroides.
Tom Gehrels hizo un estudio del cielo con el Telescopio Schmidt de 48 pulgadas en el Observatorio Palomar.
Más tarde se separaron del grupo.